# Őslények országa (televíziós sorozat)
Az Őslények országa (eredeti cím: The Land Before Time) animációs televíziós sorozat, amelynek alapja a tizennény rajzfilmből álló Őslények országa-sorozat. Alkotói Judy Freudberg és Tony Geiss. Az eredeti sorozatot televízióra átdolgozta Ford Riley a Universal Animation Studios és az Amblin Entertainment részére, első tesztbemutatója a kanadai YTV televíziós csatornán volt 2007. január 5-én. A hivatalos premier 2007. március 5-én volt Amerikában a Cartoon Network műsorán.
A sorozat hagyományos animációkkal, de számítógépes animációs háttérrel készült. A televíziós sorozat történetileg az eredeti sorozat utolsó előtti része, a Őslények országa 13. – A barátok bölcsessége eseményei után játszódik.

## Epizódok
1. A sok hang barlangja (The Cave of Many Voices)
2. A rejtélyes fogválság (The Mysterious Tooth Crisis)
3. A csillagnapi ünnepség (The Star Day Celebration)
4. A fényes kövek szurdoka (The Canyon of Shiny Stones)
5. A nagy rönkpörgető játék (The Great Log-Running Game)
6. A bátor hosszúnyakú mutatvány (The Brave Longneck Scheme)
7. A szökellő víz mezője (The Meadow of Jumping Waters)
8. A növekvő víz napjai (Days of Rising Waters)
9. Szökés a titokzatos mindenen túlról (Escape from the Mysterious Beyond)
10. A rejtett szurdok (The Hidden Canyon)
11. A mesemondók legendája (The Legend of the Story Speaker)
12. A fényes korong ünnep (The Bright Circle Celebration)
13. A magányos utazás (The Lonely Journey)
14. És a gyors víz visszatér (The Missing Fast-Water Adventure)
15. Kísérteties éjszaka (The Spooky Nighttime Adventure)
16. A magányos dinoszaurusz visszatér (The Lone Dinosaur Returns)
17. Idegen a titokzatos odafentről (Stranger from the Mysterious Above)
18. A tiltott barátság (The Forbidden Friendship)
19. A bámulatos három tülkű lány (The Amazing Threehorn Girl)
20. A nagy hosszúnyakú vizsga (The Big Longneck Test)
21. A fekete kő rejtélye (The Hermit of Black Rock)
22. Visszatérés a találka sziklához (Return to Hanging Rock)
23. A homokláb menetelés (March of the Sand Creepers)
24. Az égszínkő keresése (Search for the Sky Color Stones)
25. Egy tüskésfarkú szemén keresztül (Through the Eyes of a Spiketail)
26. A nagy tojás kaland (The Great Egg Adventure)

## Szereplők
| Szereplő             | Eredeti hang    | Magyar hang        |
| -------------------- | --------------- | ------------------ |
| Tappancs             | Cody Arens      | Czető Ádám         |
| Tarély (Ruby)        | Meghan Strange  | Bogdányi Titanilla |
| Röpcsi               | Jeff Bennett    | Bolba Tamás        |
| Tappancs nagypapája  | Kenneth Mars    | Csuja Imre         |
| Topsy, Kistülök apja | John Ingle      | Papp János         |
| Tria                 | Jessica Gee     | Kubik Anna         |
| Bron                 | Cam Clarke      | Kőszegi Ákos       |
| Tömpeorrú bácsi      | Dorian Harewood | Várday Zoltán      |
| Öreg néne            | Jessica Walter  | Illyés Mari        |
| Saro                 | Pete Sepenuk    | Juhász György      |
| Doki                 | Jeff Bennett    | Megyeri János      |
| Kistülök             | Anndi McAfee    | Molnár Ilona       |
| Hami                 | Max Burkholder  | Penke Bence        |

További magyar hangok: Bácskai János, Molnár Levente, Szalay Csongor